# Exechia rohdendorfi
Exechia rohdendorfi är en tvåvingeart som beskrevs av Zaitzev 1996. Exechia rohdendorfi ingår i släktet Exechia och familjen svampmyggor. Inga underarter finns listade i Catalogue of Life.